# Conchophyllum caryoclada
Conchophyllum · Conchophyllidae
Pour les articles homonymes, voir Conchophyllum.
Famille
Genre
Espèce
Conchophyllum caryoclada, unique espèce du genre Conchophyllum et de la famille des Conchophyllidae. Cependant d'autres auteurs privilégient la famille des Thigmophryidae pour ce Ciliés de la classe des Oligohymenophorea et de l’ordre des Scuticociliatida (ou des Philasterida selon Lynn) .

## Étymologie
Le nom Conchophyllum vient de conch, coquille (par allusion au fait que cet organisme vit en commensal avec divers mollusques), et -phylle (feuille), peut-être en raison de ressemblance de cet organisme avec une feuille. 

## Description
Le genre Conchophyllum a un corps presque ovoïde, de longueur 140-250 μm et de largeur 90-160 μm. Le péristome se situe dans le dernier quart de la longueur du corps sur son côté droit. Le macronucleus est ramifié et se trouve dans la partie médiane du corps ; un ou deux micronucleus. On observe de nombreuses vacuoles alimentaires et des trichocystes.
La ciliature est dense, plus rare dans la partie postérieure du corps. Les kinés du côté gauche s'étendent presque méridionalement et parallèlement les unes aux autres. Les ceintures du côté droit du corps convergent en arrière sur la marge du péristome.

## Habitat et répartition
Les Conchophyllum observés par Raabe ont été récoltés dans des mollusques bivalves de l'espèce Siliqua patula Dixon, sur une plage de sable de Seaside (Oregon) aux États-Unis.

## Systématique
Le nom valide complet (avec auteur) de cette espèce est Conchophyllum caryoclada (Kidder, 1933) Raabe, 1936. Elle a initialement été classée dans le genre Conchophthirius sous le protonyme Conchophthirius caryoclada Kidder, 1933, puis séparée dans le genre monotypique Conchophyllum Raabe, 1936.
Conchophyllum caryoclada a pour synonymes :
- Conchophthirius caryoclada Kidder, 1933
- Conchophthirus caryoclada Kidder, 1933
- Morgania caryoclada (Kidder, 1933) Kahl, 1934

Lynn (2010) considère la famille des Conchophyllidae comme un synonyme des Thigmophryidae et range cette dernière dans la classe des Oligohymenophorea et l'ordre des Philasterida.